# Шарль де Голль
Шарль-Андре́-Жозе́ф-Марі́ де Голль (фр. Charles André Joseph Marie de Gaulle фр.: [ʃaʁl(ə) də ɡol] ( прослухати)) (22 листопада 1890, Лілль, Французька республіка — 9 листопада 1970, Коломбе-ле-Дез-Егліз, Верхня Марна, Франція) — французький державний, військовий і політичний діяч. Перший президент П'ятої республіки у 1958–1969, двічі обирався на посаду. Професійний військовий, генерал.
Очолював рух «Вільна Франція», від липня 1942 року — «Франція, яка бореться» (фр. «La France combattante»), які були визнані керівництвом союзників по антигітлерівській коаліції. Боровся проти Третього Рейху під час Другої світової війни з 1944 по 1946 рік для відновлення демократії. Головнокомандувач підпорядкованих «Вільній Франції» та «Франції, яка бореться» збройних сил у 1940–1944 роках. Став главою тимчасового уряду Франції після її визволення у 1944 році. Лідер Об'єднання французького народу (1947—1955). З 1958 року прем'єр-міністр Франції під президентством Рене Коті. Він переписав Конституцію Франції та заснував П'яту республіку після затвердження нової Конституції референдумом.
У 1958-му році Національні збори доручили йому сформувати уряд на час економічної відбудови Франції й розв'язати проблему кризи в Алжирі. Він був обраний президентом наприкінці 1958-го року, змінив конституцію в бік зміцнення президентської влади і працював на президентській посаді до квітня 1969-го року.
|                                                                                    | Я вільний француз. Вірю в Бога і в майбутнє моєї батьківщини. Не належу нікому. Маю місію, тільки одну місію — боротися далі за визволення моєї батьківщини. Урочисто присягаюся, що не належу до жодної політичної сили, не підтримую жодного політика, ким би він не був — чи то центристом, чи то консерватором, чи то лівим. Маю лише одну мету: звільнити Францію. |
| — Шарль-Андре-Жозеф-Марі де Голль, З «Єгипетського щоденника», 20 квітня 1941 року | |

## Дитинство. Початок кар'єри
Шарль де Голль народився 22 листопада 1890 року в місті Лілль. Його батько викладав філософію та літературу в паризькому коледжі єзуїтів. Предки з боку батька де Голля належали до старої земельної аристократії Нормандії та Бургундії. Його мати Жанна Кароліна Марі Майо (1860—1940) походила з родини заможних підприємців Лілля з французькими, ірландськими (МакКартан), шотландськими (Флемінг) та німецькими (Колб) предками.
Батьки своїх п'ятьох дітей виховували в дусі католицизму та патріотизму. З дитинства дуже любив читати, захоплювався історією та військовою справою. Але все ж він мріяв стати письменником. Після року підготовчих навчань у паризькому коледжі Станісля у 1901 році його зарахували до Спеціальної військової школи в Сен-Сірі як піхотинця. 1912 року у званні молодшого лейтенанта закінчив Сен-Сір із відмінною атестацією. Продовжив освіту у Вищій військовій школі в Парижі.

## Перша світова війна
З початку Першої світової війни 12 серпня 1914 року лейтенант де Голль взяв участь у війні у складі 5-ї армії Шарля Ланрезака, розташованій на північному сході. 15 серпня у Дінані він отримав перше поранення, після якого повернувся до війни лише у жовтні. 10 березня 1915 року поранений вдруге у битві при Мениль-ле-Юрлю, а при поверненні отримав чин капітана і посаду командира роти.
У Верденській битві при селі Дуомон в 1916 році поранений втретє. Залишаючи поле битви, він, вже нібито посмертно, отримав шану від армії. Проте де Голль не помер, а потрапив у полон до німців; його лікували у госпіталі на Майні і утримували в різних фортецях. Усього де Голль перебував у німецькому полоні 32 місяці.
Зробив п'ять невдалих спроб втекти. Разом з ним в полоні був Михайло Тухачевський, у майбутньому маршал Червоної Армії, з яким де Голль спілкувався на воєнно-теоретичні теми. У полоні він вивчав Німеччину, що в подальшому йому допомогло у воєнному командуванні. Саме тоді, у 1916 році, написав свою першу книгу «Чвари у таборі ворога», де вперше висловив думку, що політика мусить переважати над війною.

## 1920-і роки. Сім'я
У 1919—1921 роках перебував у Польщі, де викладав теорію тактики в колишньому училищі імператорської гвардії в Рембертові біля Варшави, а в липні-серпні 1920 року нетривалий час воював на фронті радянсько-польської війни; у 1919—1921 роках в чині майора (військами РРФСР в цьому конфлікті командував, за іронією долі, якраз Тухачевський).
Відхиливши пропозицію про постійне місце у Війську Польському і повернувшись на батьківщину, він 6 квітня 1921 року одружився з Івонною Вандрою, а 28 грудня 1922 року в них народився син Філіпп, названий на честь маршала Філіппа Петена. Де Голль викладав у військових училищах Сен-Сіра, а у 1922 йому дозволили викладати у Вищій військовій школі. 15 травня народилася дочка Елізабет, у 1928 році — Анна, яка мала синдром Дауна і померла у 1948 році. Внаслідок цього де Голль став меценатом Фонду дітей з синдромом Дауна.

## Військовий теоретик
У 1930-ті роки підполковник, а згодом полковник де Голль став значним військовим теоретиком. Його роботи того часу: «За професійну армію», «На вістрі шпаги», «Франція та її армія» та інші. У них ідеться про необхідність розвитку танкових військ, його роботи подібні до робіт німецького теоретика Гудеріана. На жаль, книги де Голля не зацікавили французьких головнокомандувачів.

## Друга світова війна і лідер Опору

### «Вільна Франція»

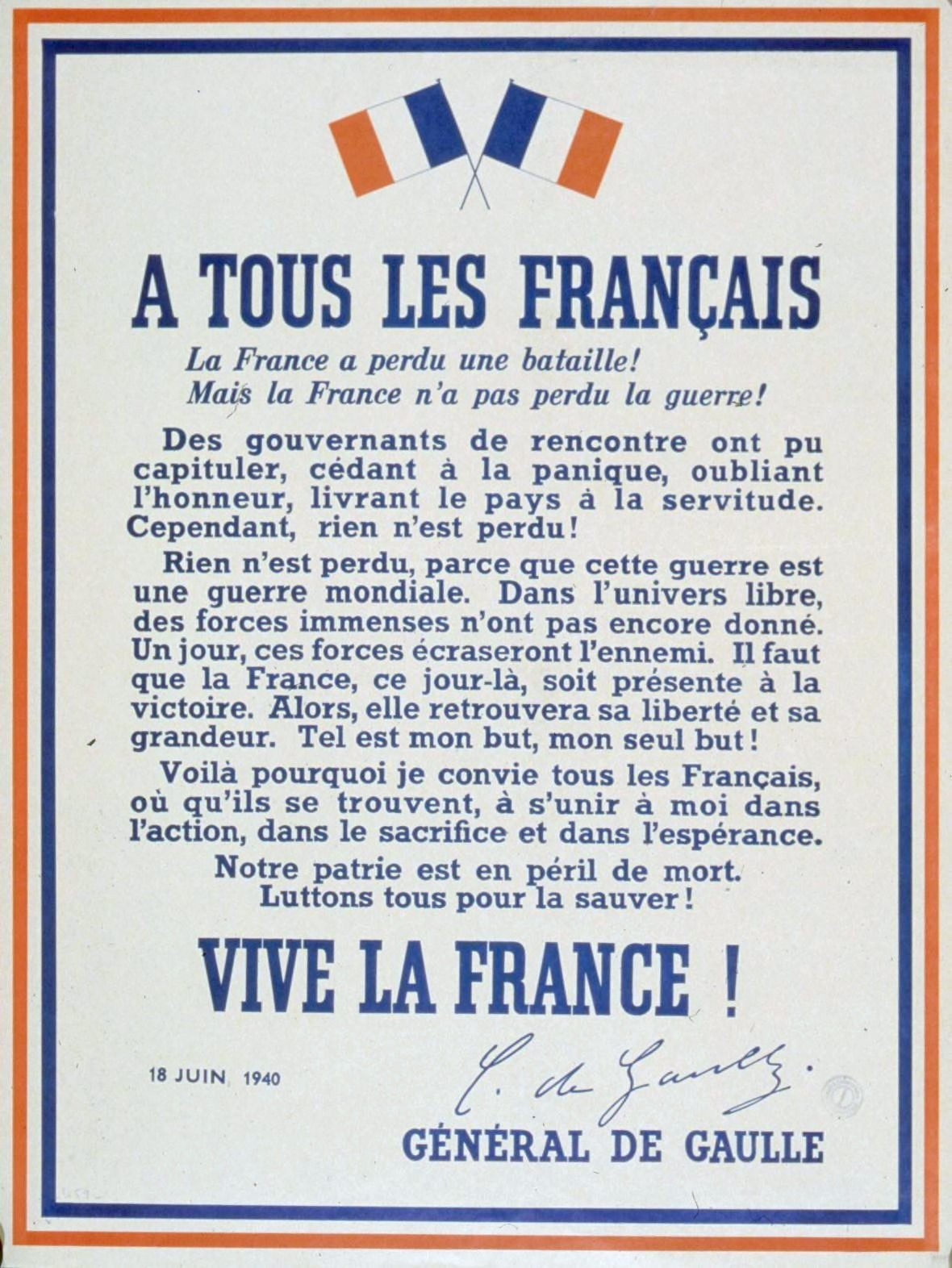
Звернення де Голля «До всіх французів», 1940 рік

До початку Другої світової війни де Голль мав чин полковника. 14 травня 1940 року йому доручили командування 4-м полком (5000 солдатів і 85 танків). З 1 червня він одночасно виконував обов'язки бригадного генерала, але офіційно його не встигли затвердити у цьому чині, тому після війни він отримував пенсію від Четвертої республіки як полковник. 6 червня прем'єр-міністр Поль Рейно призначив де Голля заступником міністра закордонних справ на період війни. На цій посаді генерал не прийняв умови перемир'я, а 17 червня, після переходу влади до Анрі Філіппа Петена, емігрував до Великої  Британії.
Саме цей момент став переломним у біографії де Голля. У «Мемуарах надії» він написав: «18 червня 1940 року, відгукуючись на заклики своєї Батьківщини, позбавлений будь-якого шансу на порятунок своєї душі і честі, де Голль, один, нікому не відомий, мав взяти на себе відповідальність за Францію». Цього дня BBC передало радіозвернення де Голля «До всіх французів» («A tous les Français») із заявою: «Франція програла битву, але це не означає, що вона програла війну! Ми нічого не втратили, адже ця війна — світова. Прийде день, коли Франція поверне собі свободу і велич… Ось чому я звертаюсь до всіх французів об'єднатися навколо мене в ім'я дії, самопожертви і надії».
Генерал звинуватив уряд Петена у зраді й заявив, що «з повним усвідомленням обов'язку виступає від імені Франції». З'явилися й інші заклики де Голля. Так де Голль встав на чолі «Вільної Франції» — організації, покликаної чинити опір окупантам і колабораціоністському режиму Віші.
Спочатку йому довелось зіткнутися з чималими труднощами. «Спочатку я був ніким… У Франції — нікого, хто міг би за мене ручатися, і не був відомим у країні. За кордоном — ніякої довіри до мене і жодного виправдання моїй діяльності». Формування «Вільної Франції» було затяжним. Але хто знає, щоб було б, як би за нього не поручився прем'єр-міністр Британії Вінстон Черчилль. Саме прагнення Черчилля створити альтернативу вішістським капітулянтам привело його до того, що він визнав де Голля «главою всіх вільних французів» (28 червня 1940 року).
30 червня у розмові з Морісом Шуманом де Голль сказав: «Я вважаю, що СРСР вступить у війну раніше Америки, але врешті-решт обидві ці країни візьмуть у ній участь… Гітлер мріє про Україну. Він не зможе утриматись від спокуси вирішити долю СРСР, і це буде початком його загибелі…»
Великим успіхом «Вільної Франції» стало встановлення безпосередніх контактів із СРСР 22 червня 1941 року. За 1941—1942 років розросталася мережа партизанських організацій в окупованій Франції. З жовтня 1941 року, після перших масових розстрілів заручників німцями, де Голль закликав французів до загального страйку і до масових акцій непокори.

## Контроль над колоніями. Рада Оборони Імперії. Розвиток опору
З погляду військового головне завдання полягало у переведенні на сторону патріотів «Французької імперії» — значних колоніальних володінь в Африці, Індокитаї, Океанії. Після невдалої спроби захопити Дакар де Голль створив к Браззавілі (Конго) Раду Оборони Імперії, маніфест про створення якої починався зі слів: «Ми, генерал де Голль (фр. nous général de Gaulle), глава вільних французів, постановляємо…» До Ради входили антифашистські налаштовані військові губернатори французьких колоній (переважно африканських). У цей момент де Голль виголосив національне та історичне коріння свого руху. Створив Орден Визволення, головним знаком якого став лотаринзький хрест із двома перекладинами — стародавній символ французької нації. Декрет про створення Ордена нагадував указ короля Франції.

## Конфлікт із союзниками
Дії де Голля викликали роздратування на Заході. В уряді Рузвельта відкрито говорили про «так названих вільних французів», «блискучу отруйну пропаганду» і тих, хто заважає проводити війну. 7 листопада 1942 року американські війська висадилися на території Алжиру та Марокко й пішли на переговори з французькими воєначальниками, котрі підтримували Віші. Де Голль намагався переконати керівництво Англії та США, що співпраця з вішістами у Алжирі призведе до втрати моральної підтримки союзників у Франції. «Сполучені Штати,— говорив де Голль,— вносять у великі справи стихійні відчуття й складну політику». Суперечності між патріотичними ідеалами де Голля та рузвельтівською байдужістю до вибору союзників стали одними з найважливіших перешкод для проведення скоординованої політики у Північній Африці.
Переїхавши в 1943 році до Алжиру, де Голль разом з маршалом Жіро створили уряд Франції у вигнанні. Відтоді рухом Опору керували з цієї африканської країни. Для Франції, зокрема для де Голля, Алжир — окрема сторінка. Генерал неодноразово пов'язував свою долю з цим краєм. Військо де Голля вело активні дії у Північній Африці та Італії, а згодом узяло безпосередню участь у визволенні Франції.
Де Голлеві Франція завдячує тому, що відразу після війни вона не перетворилася на політичний додаток США. Рішучість і швидкість, з якими генерал встановив у Франції владу національного уряду, дали змогу уникнути задуманого американцями запровадження режиму AMGOT (Allied Military Government for Occupied Territories — Союзний військовий уряд на окупованих територіях). Висадившись 6 червня 1944 року на нормандському узбережжі, генерал наполіг, жорстко натиснувши на головнокомандувача союзного війська Дуайта Ейзенхауера, на якнайшвидшому визволенні Парижа, тоді як свою армію він скерував на схід, не заходячи до столиці.
Генерал з'явився у Парижі наступного ж дня після його визволення. Він одразу ж зайняв будівлю Військового міністерства на вулиці Сен-Домінік. Таким чином він хотів засвідчити, що Республіка не припиняла свого існування, а уряд Віші був лише тимчасовим відхиленням. Після цього він вирушив до Ратуші, де виголосив історичну промову, в якій наголосив на чільній ролі французів у визволенні країни. Так він хотів показати американцям, англійцям та іншим союзникам, що не дозволить панування у Франції когось іншого, крім французів.

## Тимчасовий режим
Вже восени 1944 року Франція вступила в новий період своєї історії. Він тривав до кінця 1946 року, до прийняття нової конституції, й називався Тимчасовим режимом. 9 вересня 1944 року генерал Шарль де Голль сформував новий коаліційний Тимчасовий уряд, до якого увійшли учасники руху Опору. Вся повнота влади була фактично зосереджена в руках голови Тимчасового уряду генерала де Голля. З цієї дати почався відлік де Голля — першої людини в державі. У 1944—1946 роках він — голова Тимчасового уряду Франції. З 1947 року керував діяльністю заснованої ним політичної партії «Об'єднання французького народу» (ОФН).
Дії Тимчасового уряду де Голля в 1944—1946 роках сприяли відродженню французької держави в нових історичних умовах. Однією з першочергових проблем повоєнної Франції було питання про новий конституційний устрій Франції. Його мали вирішити Установчі збори, вибори до яких було призначено на 21 жовтня 1945 року. Одночасно в країні проходив референдум, який мав на меті визначити статус і повноваження майбутнього парламенту, а також виявити ставлення до політичної системи Третьої республіки. Референдум відкрив ідею повернення до Третьої республіки.
Тимчасовий уряд прагнув поліпшити економічне становище країни. У 1944—1945 роках було націоналізовано ряд вугільних шахт, заводи авіаційних компаній, автомобільної фірми «Рено», окремі значні фірми, підприємства енергетики, морський транспорт, Французький банк і чотири найбільших кредитних банки. Збільшилася зарплата робітникам і службовцям, пенсії ветеранам війни, скасовані податки на зарплату низькооплачуваних робітників. Колабораціоністи (особи, які співробітничали з нацистами) вигнані з державного апарату. Корінне населення колоній допущено до адміністративних посад у себе на батьківщині; деякі його представники могли обиратися до французького парламенту.
13 листопада 1945 року Установчі збори знову обрали генерала де Голля главою Тимчасового уряду. У грудні уряд представив на обговорення бюджет на 1946 рік. Депутати-соціалісти запропонували скоротити на 20 % військові витрати. Їх підтримали комуністи. Генерал рішуче протестував, він був переконаний у нездатності коаліційного уряду впоратися з труднощами економічного й міжнародного порядку, які очікували країну. 20 січня 1946 року генерал подав у відставку. Главою уряду було призначено соціаліста Ф. Гуена. До уряду увійшли сім соціалістів, шість комуністів, шість католиків. У Франції розпочався період правління трьохпалатного блоку.
І майже одразу де Голль заснував чергову політичну силу «під себе» — RPF (Rassemblement du peuple français — Об'єднання французького народу). Поштовхом до цього стало неприйняття Національними зборами задуманого ним проекту нової Конституції та очевидне ігнорування французами політичних процесів у державі. Новий рух одержав приголомшливу перемогу на парламентських виборах восени 1947 року. За задумом де Голля нова політична сила повинна була являти собою не партію, а політичний блок, до якого він закликав усіх, крім «сепаратистів» — Комуністичної партії. Ця остання стала головним суперником RPF на виборах.

## Нова конституція
«Народно-Республіканський рух» спільно з іншими партіями Установчих зборів розробив проєкт, який у вересні 1946 року Установчі збори прийняли як новий проєкт конституції. Його було схвалено в результаті референдуму, який відбувся 13 жовтня. За новою конституцією парламент поділявся на дві палати — Національні збори й Раду Республіки. У руках першої палати була, власно кажучи, зосереджена вся влада. Вона ухвалювала закони й контролювала діяльність уряду. Президентові республіки, якого обирали на сім років, було надано другорядні функції. 24 грудня 1946 року нова конституція набула чинності.

## Четверта республіка
16 січня 1947 року відбулися вибори президента Французької республіки. Ним став правий соціаліст Венсан Оріоль. Так розпочала своє існування Четверта республіка. Їй дісталася дуже складна «економічна спадщина». Першому урядові на чолі з соціалістом Полем Рамадьє були потрібні великі капіталовкладення для пожвавлення економіки. За умов їхнього дефіциту уряд Четвертої республіки провадив політику «програмування економічного розвитку», що передбачало надання кредитів, податкових пільг, державних замовлень тощо. Щодо приватного капіталу програмування мало рекомендаційний характер. Як наслідок, прискорилися темпи економічного розвитку країни. 1948 року промисловість перевершила довоєнний рівень, а в 1958 році випуск промислової продукції зріс у 2,5 рази порівняно з довоєнним рівнем. У сільському господарстві цього рівня було досягнуто в 1950 році. Вже 1947 року уряд схвалив перший план модернізації й реконструкції економіки, а з 1954 року — другий. Виникли нові галузі промисловості — атомна, електронна, хімічна, нафтовидобувна й нафтопереробна.

## Блок партій «третьої сили»
Блок партій «третьої сили» значно змінив зовнішню політику країни. У березні 1948 року Франція виступила з ініціативою утворення Західного Союзу, до якого виявили бажання увійти Велика Британія, Бельгія, Нідерланди, Люксембург. Вони домовилися про співпрацю в економічних, соціальних, культурних сферах і надання взаємної військової підтримки. 1948 року Франція приєдналася до «плану Маршалла». Коштом зовнішніх позик і кредитів за "планом Маршалла" у період із 1946 по 1958 рік країна одержала 12 млрд доларів. У червні 1949 року Франція стала членом НАТО. У квітні 1951 року Франція, Італія, Бельгія, Нідерланди, Люксембург і ФРН уклали договір про створення Європейського об'єднання вугілля і сталі. Утворення цього об'єднання зміцнило міжнародні позиції Франції, сприяло налагодженню торгового, економічного, культурного співробітництва. 1957 року у Римі було підписано угоду про перетворення Об'єднання вугілля і сталі на «Загальний ринок».
Проте політична боротьба в країні не вщухала. 1952 року Франція підписала договір про Європейську оборонну спільноту,— фактично йшлося про створення «Європейської армії». Цей договір наштовхнувся у Франції на сильну протидію політичних сил.

## «Випробування пустелею»
1953—1958 роки стали для генерала своєрідним, за його власним висловом, «випробуванням пустелею». Усамітнившись у маєтку в Коломбе-ле-Дез-Егліз, він заглибився у спогади й створив один з найвидатніших зразків французької мемуаристики — «Спомини про війну». Фактично це був час самопізнання, осмислення пройденого шляху, намагання осягнути майбутнє. Де Голль багато подорожував (Північна Африка, Сахара, Антильські острови, французькі території в Тихому океані) та іноді приймав відвідувачів у своєму паризькому кабінеті на вулиці Сольферіно.
Наступний етап життя генерала тісно пов'язаний з Алжиром. З 1958 року він майже постійно мешкав у цій північноафриканській країні. Де Голлю спало на думку запропонувати алжирцям новий принцип співіснування з Францією. 8 січня 1961 року відбувся референдум, на якому мешканці Алжиру повинні були визначитися — жити їм у незалежній державі чи у французькій колонії. 75 % сказали «так». Утім, не все було так просто. Генералові довелося вступити в боротьбу одразу з кількома силами, які не хотіли відокремлення Алжиру: рухом алжирських французів, партією FLN та хунтою французьких генералів. Перемови між де Голлем та його прибічниками, з одного боку, та Жоржем Помпіду, FLN та головою Міністерства у справах Алжиру Луї Жоксом, з другого, тривали більш як рік і закінчилися славетною Евіанською угодою, за якою Франція визнавала результати референдуму, і Алжир таким чином ставав незалежною країною.
Де Голль став президентом Республіки. Значною мірою посприяла цьому алжирська криза. Держава виявилася недієздатною перед обличчям можливого спалаху нової — африканської — війни. 29 травня 1958 року тодішній президент Французької Республіки Рене Коті закликав «найвидатнішого з-поміж французів» посісти найвищу в державі посаду. Де Голль згодився сформувати уряд, який був ухвалений Національними зборами. Депутати згодилися на все, навіть на конституційну реформу. Нова конституція Франції, прийнята 28 вересня 1958 року, значно звузила повноваження парламенту і значно розширила права президента. Глава держави практично одержав можливість одноосібно визначати внутрішню і зовнішню політику країни. 21 грудня 1958 року президентом Французької Республіки було обрано Шарля де Голля, прем'єр-міністром став М. Дебре (1959—1962 рр.).

## П'ята республіка. Розв'язання «алжирської проблеми». Голлізм
Оцінюючи створення П'ятої республіки, демократичні сили Франції вважали, що це «режим особистої влади» генерала де Голля. Прихильники генерала створили нову політичну партію «Союз на захист нової республіки» (ЮНР). ЮНР провела до парламенту 188 своїх представників, домігшись перемоги над іншими партіями. Головною проблемою П'ятої республіки залишалася проблема Алжиру. Де Голль бачив своє завдання у відновленні величі Франції. Колоніалізм був перешкодою на шляху до вирішення цього завдання. 1960 року де Голль надав незалежність 14 африканським колоніям. З Алжиром було складніше, але генерал діяв рішуче і пішов на конфронтацію з ультраколоніалістами, хоча вони й сприяли його приходові до влади. Ультра створили «Організацію таємної армії» (ОАС) і розпочали відкритий терор проти прихильників незалежності Алжиру; декілька замахів було організовано і на де Голля. Але президент спирався на підтримку більшості французів. 1962 року було підписано угоду з Тимчасовим урядом Алжиру. Франція надала Алжиру незалежність і попрощалась із колоніальною імперією.
Режим П'ятої республіки вирізнявся посиленням втручання держави в сферу економіки і соціальних відносин. За допомогою державних законів, субсидій та інших пільг швидкими темпами розвивалися нові галузі, пов'язані з науково-технічним прогресом: атомна і ракетна, виробництво ЕОМ, радіоелектроніка. Було здійснено докорінну реконструкцію металообробної, хімічної, авіаційної промисловості. Зросло виробництво товарів масового споживання (автомобілів, холодильників, телевізорів). Посилювалися заходи до стабілізації фінансової системи. Було проведено девальвацію франка, унаслідок чого курс іноземних валют відносно французької зріс на 17,55 %, випущено акції внутрішньої позики. У 1960-ті роки практично зник зовнішньоторговельний дефіцит.
Результатом «голлізму» як економічної політики стало те, що з нульової позначки у 1958 році (рік обрання де Голля президентом) золотий запас Франції зріс до $4,5 млрд у 1965. Країна не тільки повністю розрахувалася зі своїми зовнішніми боргами, а й перетворилася на кредитора, який займав на той час третє місце у світі за експортом капіталу. Завдяки жорсткій фінансовій стабілізації «твердий» франк став однією з конвертованих світових валют. У ці роки за середньорічним економічним зростанням — 5,5 % — Франція поступалася лише Японії. Обсяг промислового виробництва зріс майже на 60 %, обсяг експорту — на 88 %. Значно підвищився рівень життя населення, його накопичення стали чи не основним джерелом внутрішніх інвестицій. Рівень безробіття був низьким, як ніколи. Вдвічі зросла кількість представників науки і культури.
«Націоналізація» у формі знаменитого «дирижизму» означала не одержавлення, а реальне підпорядкування продуктивних сил загальнонаціональним інтересам. Тому приватизацію у Франції проводили саме з метою покращення менеджменту, а стратегічним інвестором і співвласником часто виступала сама держава.
Зокрема, значні державні бюджетні асигнування спрямовувались на розвиток найперспективніших наукомістких галузей виробництва. Була проведена широкомасштабна реформа сільського господарства, вирішене вкрай актуальне завдання підвищення рентабельності та товарності цієї стратегічної галузі. Завдяки зусиллям де Голля за рахунок зняття торговельних бар'єрів вдалося різко збільшити обсяги експорту сільськогосподарської продукції. Чудово усвідомлюючи неухильність наростання процесів економічної глобалізації, президент Франції як головний критерій ефективності діяльності підприємства розглядав його конкурентоспроможність на зовнішніх ринках. Тому в момент технологічної реконструкції та оновлення, коли підприємство ще не може «на рівних» змагатися з іноземними ТНК, лише «набирає висоту», воно одержувало максимальну підтримку держави. А після завершення структурної перебудови та якісного покращення систем технологічного й управлінського забезпечення «Верховний комісаріат плану, модернізації та оснащення» поступово перейшов до суто стратегічного планування економічного й соціального розвитку. Держава «відпускала у вільне плавання» свою власність шляхом продажу контрольних пакетів акцій — переважно чинній раді директорів, тим самим здійснюючи приватизацію не як денаціоналізацію, а як максимальне підпорядкування приватного бізнесу загальнонаціональним інтересам.
У зовнішній політиці де Голль мав на меті три основних завдання: відродити велич Франції, зміцнити її незалежність і самостійність, послабити вплив США в Європі. Негативно ставлячись до комуністичного режиму, він пішов на зближення із СРСР, щоб створити противагу США. 1966 року президент заявив про вихід Франції з військової організації НАТО при збереженні участі в політичних структурах Північно-Атлантичного блоку. Де Голль приділяв першорядну увагу модернізації збройних сил, їхньому оснащенню сучасною зброєю. Франція створила атомну бомбу, атомні підводні човни, балістичні ракети. Президент заперечував проти перетворення ЄЕС на національну організацію й наполягав на створенні «Європи батьківщин», виступав проти прийняття до ЄЕС Великої Британії, вважаючи її провідником впливу США в Європі. Здійснюючи курс на зближення з ФРН, він залишався принциповим і послідовним противником неофашистських і реваншистських тенденцій.
Шарль де Голль жив і діяв за принципом: «політика — справа честі», а інколи й «мистецтво неможливого». Невдала спроба перебудови Сенату призвела до відставки генерала 28 квітня 1969 року. Він знов усамітнився у своєму маєтку і продовжив писати мемуари. Через півтора року він помер. «Почуваюсь я досить непогано,— запевнив він журналістів на прес-конференції 1965 року.— Та будьте впевнені: колись я таки помру!» Шарль де Голль помер 9 листопада 1970 року. Після його смерті, тодішній президент Франції сказав: «Франція овдовіла». Що ж до комуністичної партії Франції, то де Голль був переконаний, що вона є недостатньо «національною і французькою», і називав представників цієї партії «сепаратистами», «іноземною партією», «агентами Рад».

## Спадок

Герб президента Французької Республіки як лицаря шведського Королівського ордена Серафимів

Після відставки та смерті де Голля всесвітня непопулярність залишилась у минулому, його визнають перш за все як значну історичну постать, національного лідера, такого, як Наполеон І. Хоча більшість французів згадують його як генерала де Голля.
Партія «Об'єднаних на підтримку республіки», створена де Голлем, після низки реорганізацій залишилася впливовою силою у Франції. Ця партія називається «Союз за президентську більшість» або «Союз за народний рух» (UMP), яку представляє екс-президент Франції Ніколя Саркозі.
Шарль де Голль — людина, яка уособлювала стару колоніальну систему, свого часу дала свободу найбільшій колонії; людина, яка починала блискучу кар'єру у відомстві зрадника Петена, згодом викреслила зі сторінок історії режим Віші та провела блискучі демократичні перетворення; людина, яка зробила все, аби на чолі Франції не стали союзники, власною рукою ввела Париж до клубу ЄС і поклала початок грошовій реформі, яка тридцять років потому призведе до остаточного зникнення франка і появи євро. Де Голль став своєрідним живим містком між старою і новою Францією. «Держава, гідна величі Франції, не має друзів», «Союзники — це іноземці, завтра вони можуть стати ворогами», «Війна — проти наших ворогів. Мир — проти наших друзів». Він дозволяв собі не тільки говорити про велич Франції, але й відстоювати її навіть тоді, коли країна була окупована, а сам де Голль знаходився у вигнанні. Генерал застеріг від того, щоб Франція і весь Старий Світ не перетворилися на сателіта чи то СРСР, чи то Нового Світу. Де Голль робив все для того, щоб створити «незалежну європейську Європу» національно суверенних країн та загальноєвропейські збройні сили.

## де Голль та Україна
27 червня 1967 року президент де Голль відвідав Україну. Офіційна частина візиту передбачала сніданок у Маріїнському палаці за участі усього тодішнього українського керівництва. Далі була екскурсія містом, президент побував на Аскольдовій могилі, на ВДНГ, поклав квіти на могилу Невідомому солдату у парку Вічної Слави .
У місті Кодима є вулиця Шарля де Голля.